# North Thrikkaripur
North Thrikkaripur es una ciudad censal situada en el distrito de Kasaragod en el estado de Kerala (India). Su población es de 18210 habitantes (2011). Se encuentra a 55 km de Kasaragod.

## Demografía
Según el censo de 2011 la población de North Thrikkaripur era de 18210 habitantes, de los cuales 8409 eran hombres y 9801 eran mujeres. North Thrikkaripur tiene una tasa media de alfabetización del 93,74%, inferior a la media estatal del 94%: la alfabetización masculina es del 97,11%, y la alfabetización femenina del 90,90%.